# 卡尔·瓦内特
卡尔·皮特·瓦内特（丹麥語：Carl Peter Værnet，1893年4月28日—1965年11月25日）是丹麦籍党卫队主要成员之一，在布痕瓦尔德集中营担任外科医生一职。他通过向集中营中的同性恋囚犯的睾丸处注射合成激素来尝试“根治”同性恋他的研究经盖世太保头目海因里希·希姆莱批准。。

## 平民时期
瓦内特毕业于哥本哈根大学，并在哥本哈根行医。后来他前往德国、法国和荷兰深造，并表现出对激素治疗方法的浓厚兴趣。他于十九世纪三十年代末期加入了丹麦纳粹党（丹麦国家社会主义工人党）。为了完善其对于激素治疗的研究，他被男高音黑尔格·罗斯芬格介绍给党卫队的恩斯特·罗伯特格·拉维茨医生，后被引荐至海因里希·希姆莱，他在1944年早期给予瓦内特一个在布拉格医疗站工作的职务。

## 布痕瓦尔德时期
1944年的6月至12月期间，瓦内特对17名男性囚犯进行试验，通过手术给他们安置了一个人工腺体。尽管没有囚犯因此直接死亡，但至少两人因为感染而丧命。没有证据表明任何一名参与实验的囚犯曾被去势。他的研究被认为没有结果的，并且纳粹统治者很快就对他的研究丧失了兴趣。

## 逃亡时期
战后，瓦内特在哥本哈根被捕，并被遣往当地的Alsgades学校进行问讯。尽管丹麦当局想要对其参与党卫队的行为提出指控，他假装患有心脏病并逃跑了。有迹象表明在1946年他曾经想要将他的研究结果卖给杜邦公司。晚些时候他潜逃至巴西，后至阿根廷的布宜诺斯艾利斯，于1965年过世。